# Butalbarbital
Butalbarbital eller butalbital, summaformel C11H16N2O3, är ett lugnande och sömngivande preparat som tillhör gruppen barbiturater. Butalbarbital kombineras ofta med andra läkemedel, såsom paracetamol eller aspirin, för behandling av smärta och huvudvärk. De olika formerna i kombination med kodein är FDA-godkända för behandling av spänningshuvudvärk. Butalbarbital har samma kemiska formel som talbutal men en annan struktur, som presenteras som 5-allyl-5-isobutylbarbitursyra.
Preparatet är narkotikaklassat och ingår i förteckning P III i 1971 års psykotropkonvention, samt i förteckning IV i Sverige. Preparatet används inte som läkemedel i Sverige.

## Medicinsk användning
Det finns specifika behandlingar som är lämpliga för att motverka migrän och huvudvärk. Butalbarbital rekommenderas inte som en förstahandsbehandling eftersom det försämrar vakenheten, medför risk för beroende och ökar risken för att episodisk huvudvärk blir kronisk. När andra behandlingar är otillgängliga eller ineffektiva kan butalbarbital vara lämpligt om patienten kan övervakas för att förhindra utveckling av kronisk huvudvärk.

## Biverkningar
Biverkningar för ett psykoaktivt läkemedel är svåra att förutsäga, även om butalbarbital vanligtvis tolereras väl. Vanliga rapporterade biverkningar är, av vilka några tenderar att avta med fortsatt användning, är yrsel, andningsdepression, dåsighet, berusningskänsla, illamående, sedering, eufori, diarré, minnesförlust eller förstoppning.
Sällsynta biverkningar är Stevens – Johnsons syndrom, en biverkning hos barbituratbarer och anafylaxi.
Risken och svårighetsgraden av alla biverkningar ökar kraftigt när butalbarbital (eller butalbitalhaltiga läkemedel) kombineras med andra lugnande medel (ex. alkohol, opiater, bensodiazepiner, antihistaminer). I synnerhet kan butalbarbital, särskilt i kombination med andra lugnande medel (till exempel opioider), orsaka livshotande andningsdepression och död. Hämmare av leverenzymet CYP3A4 kan också öka risken, svårighetsgraden och varaktigheten av biverkningar, många läkemedel hämmar detta enzym liksom vissa livsmedel som grapefrukt och blodapelsin. Att ta butalbitalbaserade läkemedel med vissa andra läkemedel kan också öka biverkningarna av den andra medicinen.

## Säkerhet
Butalbarbital kan orsaka beroende eller missbruk. Blandning med alkohol, bensodiazepiner och andra CNS-depressiva medel ökar risken för förgiftning, ökar andningsdepressionen och ökar levertoxiciteten i kombination med paracetamol. Användning av butalbarbital och alkohol, bensodiazepiner och andra CNS-depressiva medel kan bidra till koma och i extrema fall dödsfall.